# ラ・セーヌ・ミュージカル

## 概要
本施設はのちのプリツカー賞受賞坂茂とジャン・ド・ガスティーヌが共同設計。
2017年4月22日にローランス・エキルベイ指揮、インスラ・オーケストラ演奏会でこけら落とし。